# Io, Leonardo
Io, Leonardo è un film del 2019 diretto da Jesus Garces Lambert.

## Trama
Il viaggio avviene, principalmente, nella mente di Da Vinci dove il genio incontra gli artisti, gli uomini di potere, gli allievi e dove si confronta con sé stesso.

## Produzione
Le riprese del film sono state effettuate oltre che in Francia nei luoghi dove ha vissuto l'artista, Leonardo da Vinci in Toscana, Milano e Roma. A garantire la maggior fedeltà possibile alla figura di Leonardo e all'epoca in cui visse è stato chiamato come consulente il professore di storia dell'arte moderna Pietro C. Marani presidente dell'Ente Raccolta Vinciana del Castello Sforzesco e membro della Commissione nazionale vinciana per la pubblicazione delle opere di Leonardo.

## Distribuzione
Il film è uscito nelle sale cinematografiche il 2 ottobre 2019, distribuito da Lucky Red.

## Incassi
Il film in Italia ha incassato nelle prime 4 settimane di programmazione 575.000 euro e 324.000 euro nel primo weekend.
In totale ha incassato 1.028.418 dollari.